# Punk (muziek)
Punk of punkrock is een ruwe vorm van rockmuziek die opkwam in de tweede helft van de jaren zeventig van de twintigste eeuw. 
Oorspronkelijk was het een zowel muzikaal als sociaal verschijnsel dat zich in de periode 1976/1977 manifesteerde als een reactie op de uit-ontwikkelde, van haar bronnen en milieu vervreemde, gekunstelde popmuziek en haar wezen als breed geaccepteerd onderdeel van industrie en samenleving. Gekoppeld aan de bij een nieuwe generatie jongeren behorende sociale onvrede in het door traditioneel klassenbewustzijn en economische teruggang geteisterde Engeland, manifesteerde deze reactie zich in muziek die, net als in 1955 en 1963, uitging van haar meest simpele vorm: rock-'n-roll. In de periode 1977-1980 werd punk de meest zichtbare jeugdsubcultuur in het Verenigd Koninkrijk en in de meeste westerse grootstedelijke centra (met name Londen, Los Angeles en Melbourne).

## Voorgeschiedenis

### Voorlopers
Punks (in het Nederlands ook wel: 'punkers') waren niet de eersten die hun walging vertaalden in provocatief absurdisme. Het verschijnsel draagt kenmerken van dadaïsme en situationisme, maar vindt dankzij de massamedia een veel groter publiek. In muzikaal opzicht wordt voor het ontstaan van de punk vaak verwezen naar de protopunkbands MC5, Ramones, Iggy Pop & The Stooges, The Velvet Underground, Patti Smith en Jonathan Richman & The Modern Lovers. In retrospectief wordt ook de in 1971 opgerichte band Death de protopunk gerekend.

### Benaming
In 1970 brengt Nick Tosches het woord punk voor het eerst in verband met luidruchtige popmuziek. Hij doet dat in een artikel voor het Amerikaanse muziektijdschrift Fusion, getiteld The Punk Muse: The True Story of Protopathic Spiff Including the Lowdown on the Trouble-Making Five-Percent of America's Youth. Mede dankzij de Engelse impresario Malcolm McLaren, die de media op handig wijze wist te beïnvloeden, verwijst de term vanaf 1976 naar een stroming binnen de jongerencultuur.

## Punk in het Verenigd Koninkrijk

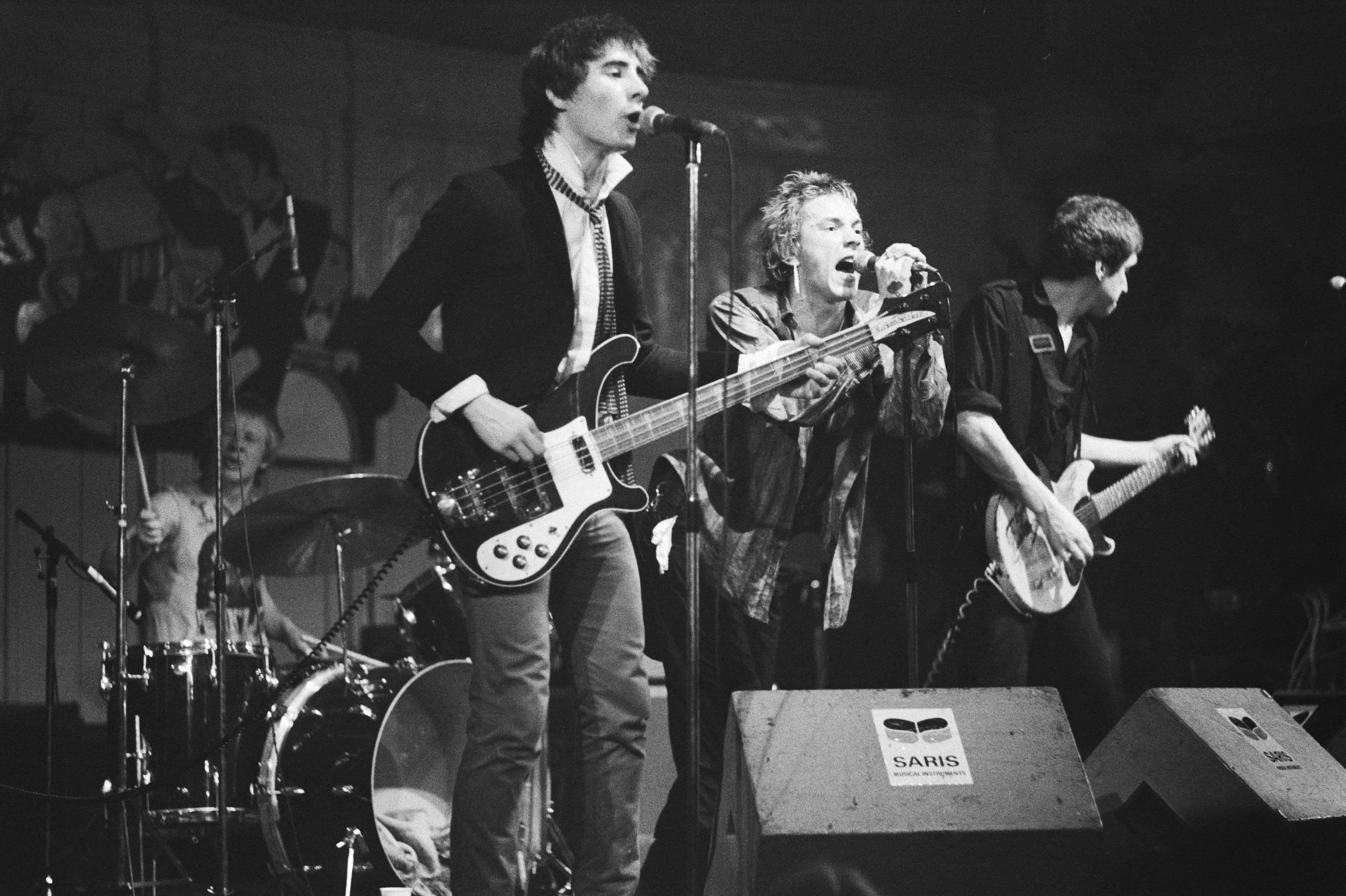
Sex Pistols in 1977.

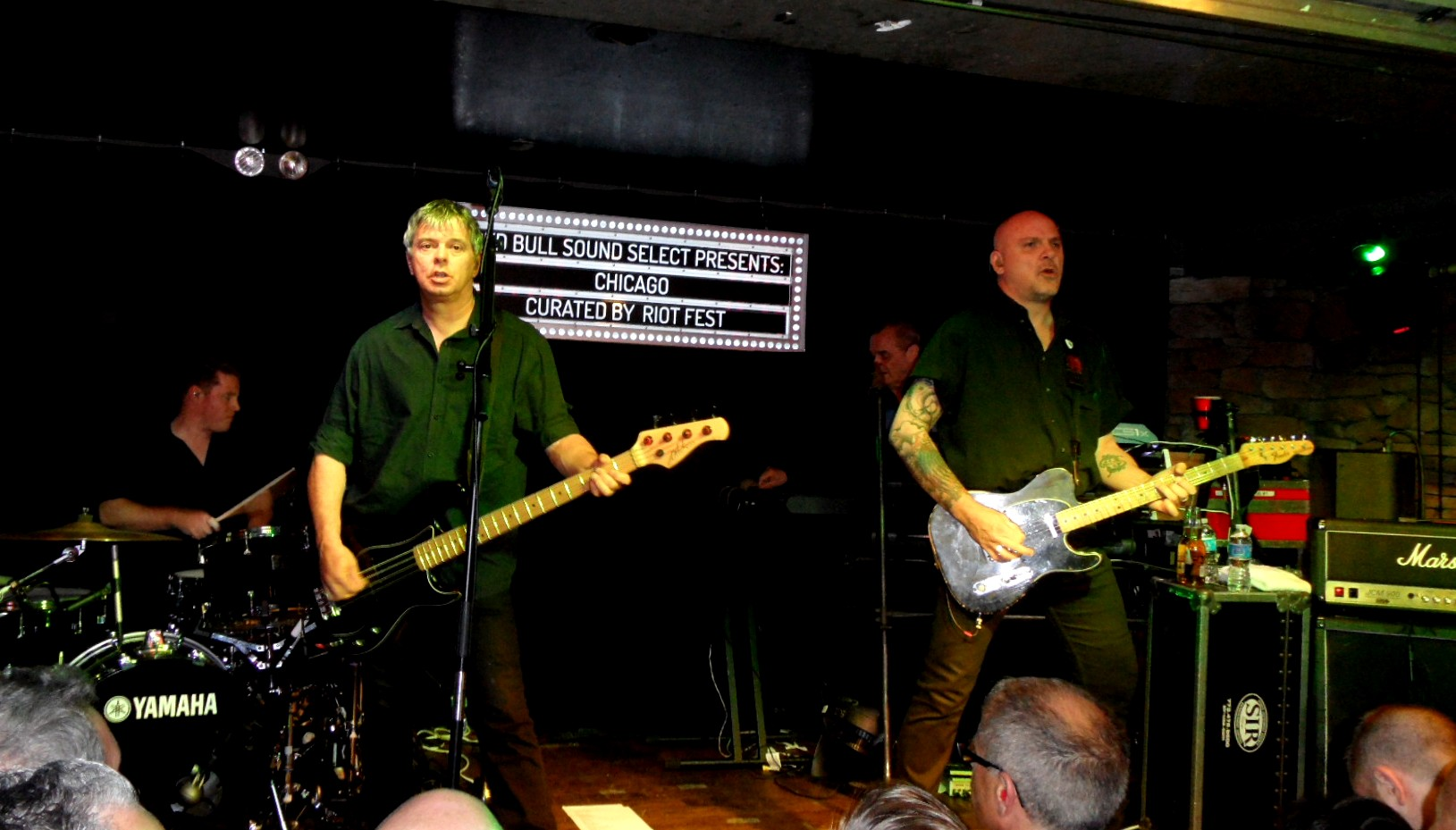
The Stranglers in 2013.

Als manager van de punkgroep Sex Pistols zet McLaren in 1976 een handige mediacampagne op touw die onder het rebelse deel van de Britse jeugd massale navolging vindt. De stijl van de Sex Pistols is niet uniek, maar leunt zwaar op de ongepolijste gitaarrock van Amerikaanse groepen als de Stooges, de Ramones en de New York Dolls. Met terugwerkende kracht worden ook deze artiesten tot de punk gerekend (alhoewel de Ramones drie jaar voor de Britse punk begonnen).

### De hoogtijdagen
In het kielzog van de Sex Pistols begonnen talloze Britse jongeren hun eigen punkband.
Punk brak pas echt door in Engeland na een concert van The Ramones. Een van de eerste punkplaten was Live at the Roxy WC1 met een aantal van de eerste punkrockbands. Er is ook een documentaire, The Punk Rock Movie (Don Letts, 1978), uit deze beginperiode in Engeland.
Als reden voor het succes van de punk worden vaak de sociale omstandigheden in het Verenigd Koninkrijk genoemd (stakingen, werkloosheid en dergelijke). Het optimisme van de hippiegeneratie heeft voor veel jongeren afgedaan. Ze voelen zich genegeerd en niet serieus genomen. Punk is een uitlaatklep voor dergelijke frustraties. Zonder enige kennis van muziekachtergronden beginnen veel jongeren een bandje. Punkliedjes bestaan zelden uit meer dan drie verschillende akkoorden. De zang is hard. De punks dragen gescheurde kleding en tightpants (strakke broek) en gebruiken scheermesjes en veiligheidsspelden als sieraden.

### Invloed

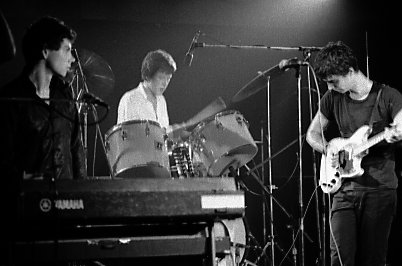
De Talking Heads (hier in Toronto in 1978) waren pioniers van de new wave.

Nadat Johnny Rotten begin 1978 de Sex Pistols verliet, en daarna Sid Vicious in 1979 overleed, verloor de punk in het Verenigd Koninkrijk aan populariteit. Toch bleef de stroming nog jarenlang invloedrijk op het gebied van mode (zie Vivienne Westwood), popmuziek en grafische vormgeving (zie Jamie Reid).
Onder de noemer new wave bepaalt de mentaliteit van de punks nog jaren het gezicht van de Britse en Amerikaanse popmuziek.
Sinds het begin van de jaren 90 kent de punkmuziek weer een opleving: onder invloed van de Amerikaanse grunge leefde in Groot-Brittannië de belangstelling voor de oude punkmuziek weer op. Er werden diverse verzamel-cd's uitgebracht.

## Punk in Noord-Amerika

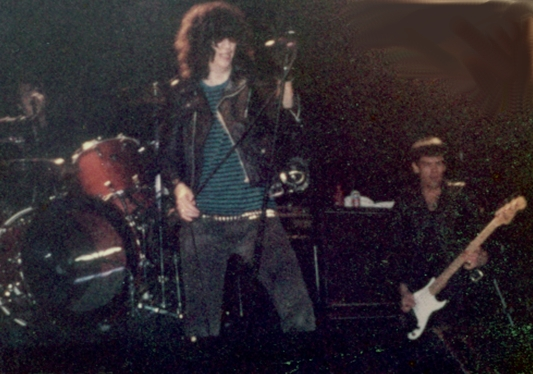
Ramones in 1983.

In tegenstelling tot de Britse punk, die in feite weinig meer was dan een tijdelijke, zeer succesvolle mediahype, is de Amerikaanse punk een subcultureel verschijnsel met een zeer lange geschiedenis. Deze begint al in de jaren zestig van de twintigste eeuw, toen in Amerika reeds volop garagerock werd gemaakt. Na het Britse succesverhaal werd de naam punk ook door Amerikaanse bands geadopteerd of aan hen opgedrongen.

### Oostkust

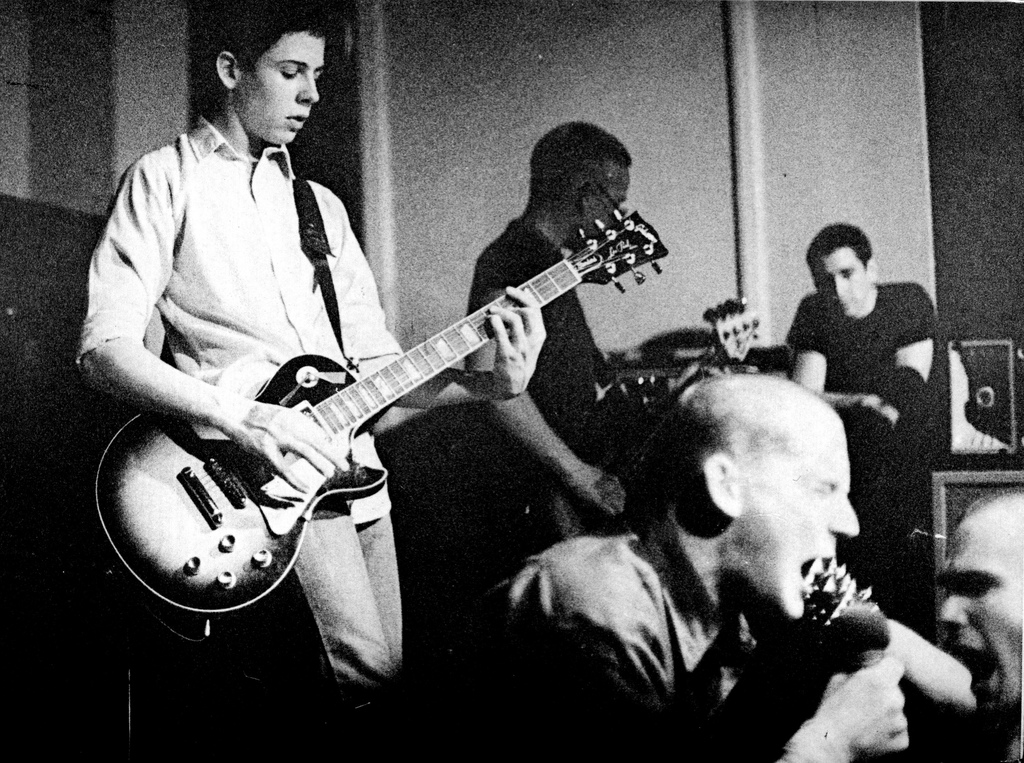
Minor Threat in 1981.

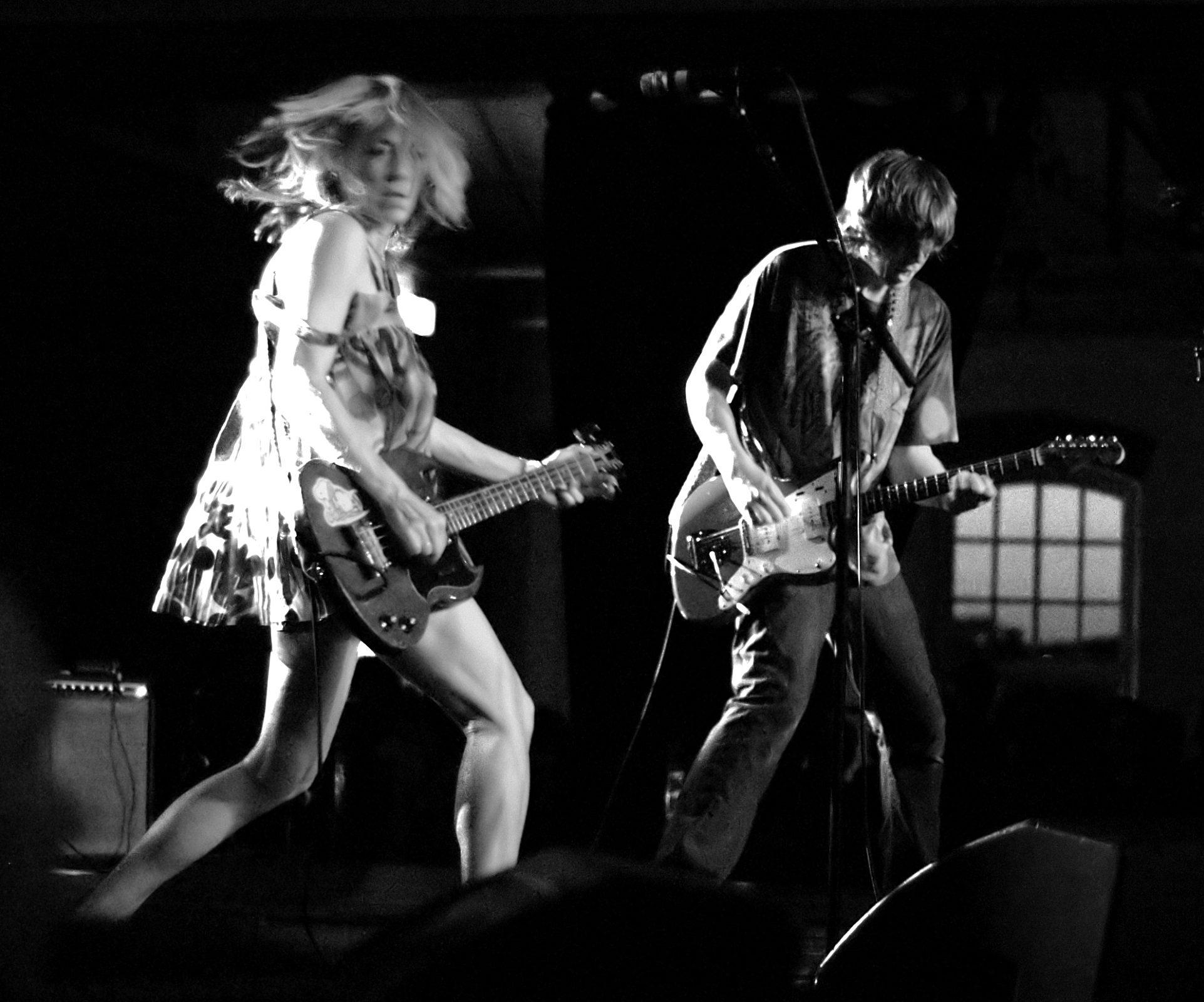
Sonic Youth in 2005.

Onder invloed van het succes van de Sex Pistols in Groot-Brittannië werd vanaf het einde van de jaren zeventig van de twintigste eeuw een aantal luidruchtige bands uit New York tot het genre gerekend. Het ging om bands die eerder waren ontstaan dan de Sex Pistols. De rock-'n-rollband Ramones was het grote voorbeeld voor de New Yorkse punk. In tegenstelling tot de Britse tegenhanger wist deze Amerikaanse punk nauwelijks tot de grote media door te dringen. Het bleef een cultverschijnsel.
Aan de Oostkust kende de punk veel invloeden van andere genres, zoals de reggae, oi! en hardcore.
- Anti-Flag
- Bad Brains
- The Bouncing Souls
- Dropkick Murphys
- Minor Threat
- Misfits

Ook ontstond er in New York een experimentele vorm van punk. De no wave-stroming met daaruit voortkomende noiserockbands:
- Lydia Lunch
- Glenn Branca
- Sonic Youth
- Half Japanese

### Westkust

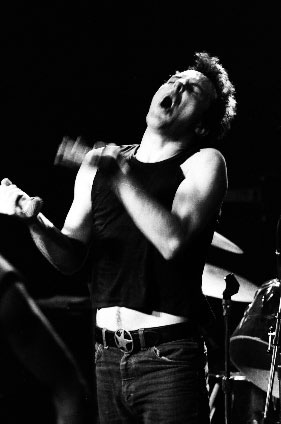
Jello Biafra van de punkband Dead Kennedys.

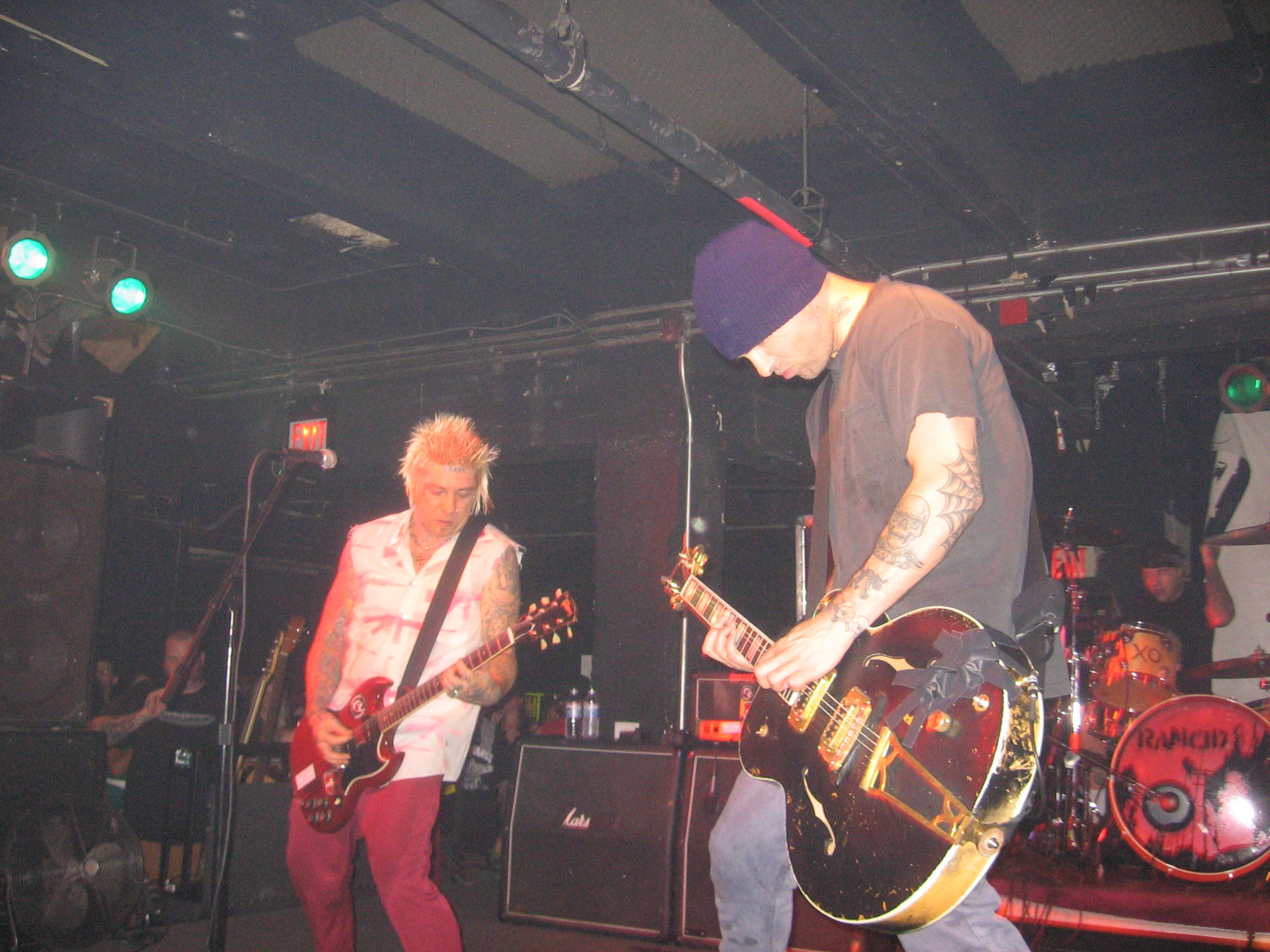
Optreden van Rancid in 2006.

De punk van de Amerikaanse westkust onderging directere invloeden van Britse punk. Dead Kennedys, in 1978 in San Francisco opgericht, was een punkband in de stijl van de Sex Pistols. Deze band stond aan de basis van wat in 1980 hardcore punk ging heten: snelle, keiharde muziek gespeeld door stoere mannen. Het subcultuurtje van jongeren in Californië beschouwde het als "hun" muziek. Suicidal Tendencies is een schoolvoorbeeld van een dergelijke band. Black Flag (met Henry Rollins) en de Circle Jerks zijn ook te zien in de film The decline of the Western Civilization.
Ook de punkrevival uit 1990 was een Westkustverschijnsel. De muziek van Rancid en vele punkbands was lichtvoetiger dan de hardcore, met minder metalinvloeden. De bands grepen terug op het eigenwijze snotneusimago van de Britse punk.
- Black Flag
- blink-182
- The Casualties
- Circle Jerks
- Descendents
- Flogging Molly
- The Gits
- Lard
- NOFX
- The Offspring
- Rancid
- Social Distortion
- The Unseen
- Green Day
- Bad Religion

### Overig
- Midden van de VS:
  - Hüsker Dü
  - Rise Against
- Canada:
  - Comeback Kid
  - Propagandhi
  - D.O.A.
  - The Real McKenzies

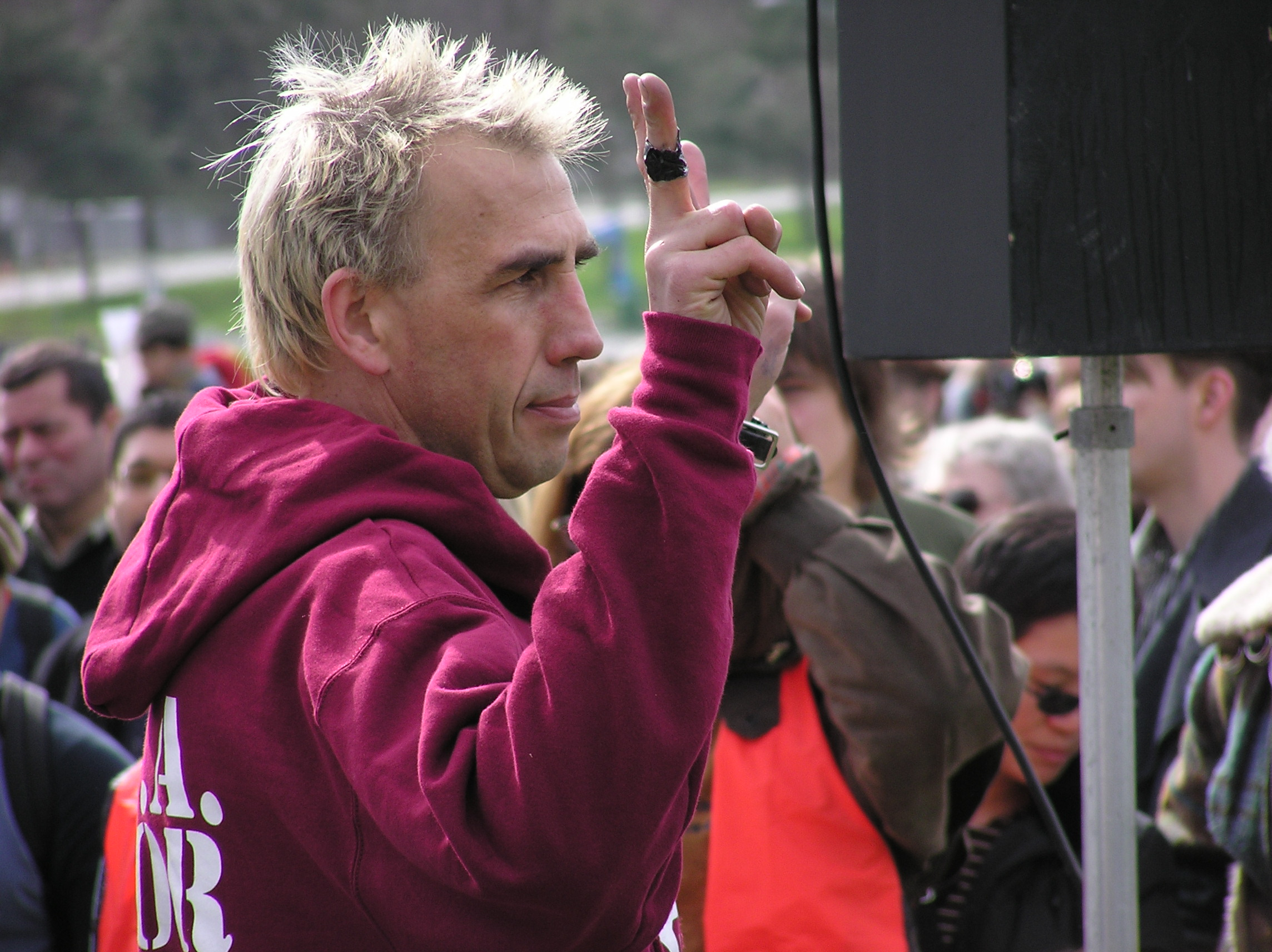
Joey "Shithead" van de Canadese punkband D.O.A.

De documentaire King of Punk bevat interviews met bandleden van groepen als DA!, Avengers, MDC, Testors, The Dead Boys, Ramones, en the Electric Chairs. De film is gemaakt door de Nederlands-Amerikaanse filmmaker Kenneth van Schooten en laat de overeenkomsten en verschillen zien tussen twee generaties Amerikaanse en Engelse punkbands.

## Punk in Nederland

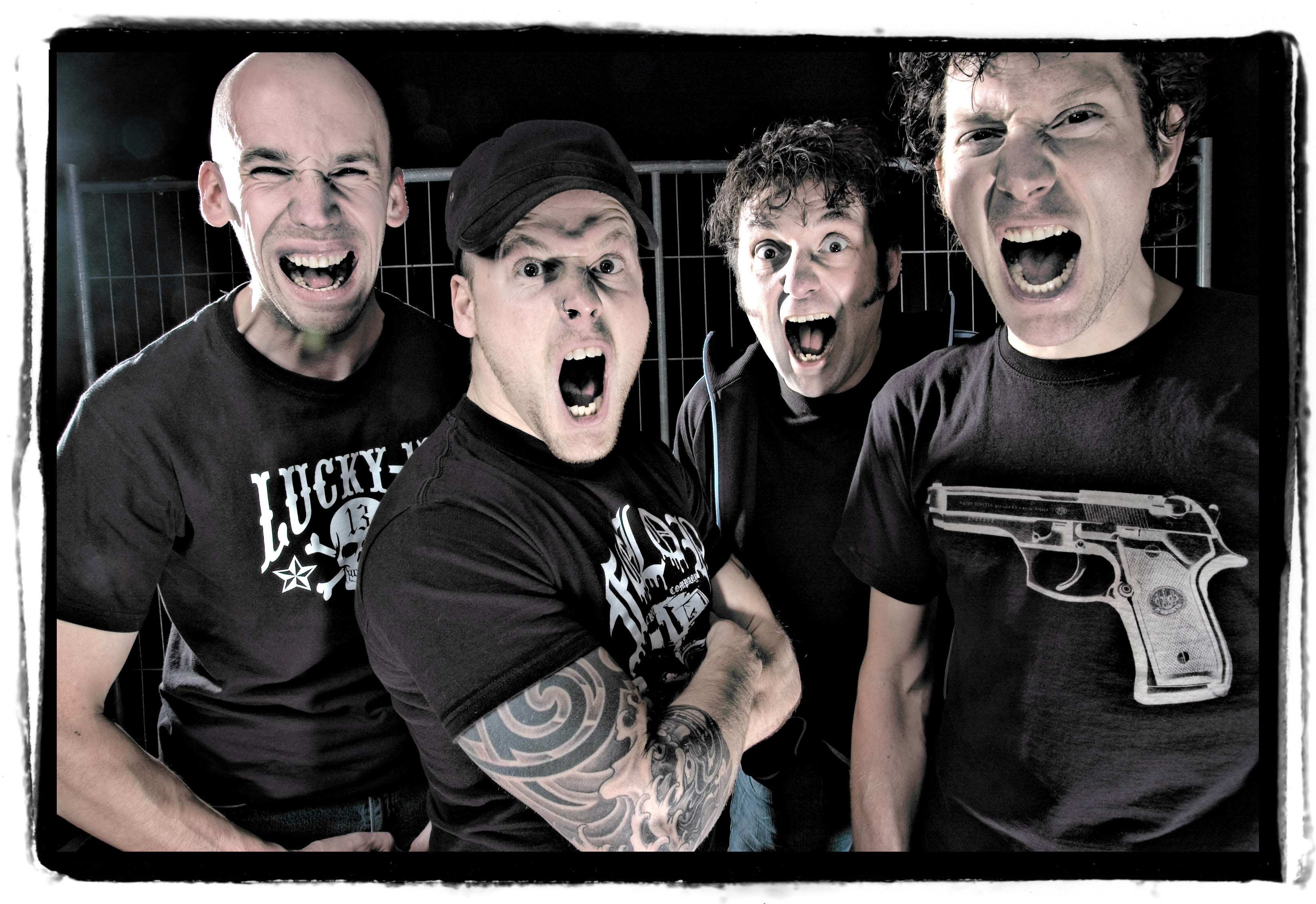
De Heideroosjes uit Horst.

De punkscene in Nederland viel aanvankelijk, net als in veel andere Europese landen, min of meer samen met de kraakbeweging en is daardoor sterk politiek georiënteerd.
Vergeleken met het Verenigd Koninkrijk dringt het bestaan van de stroming in Nederland nauwelijks tot het grote publiek door, met uitzondering van optredens van Iggy Pop en The Stranglers in het populaire televisieprogramma AVRO's Toppop. Binnen de underground ontstaat er wel een punkscene. In 1977 brengt het platenlabel 1000 Idioten de eerste Nederlands(talig)e punkplaat uit: "Van Agt Casanova" van Paul Tornado. Deze single werd veelvuldig op de radio gedraaid door de VPRO, die ook in het televisieprogramma Onrust! veel aandacht besteedde aan punkmuziek en -cultuur.

## Punk in Vlaanderen

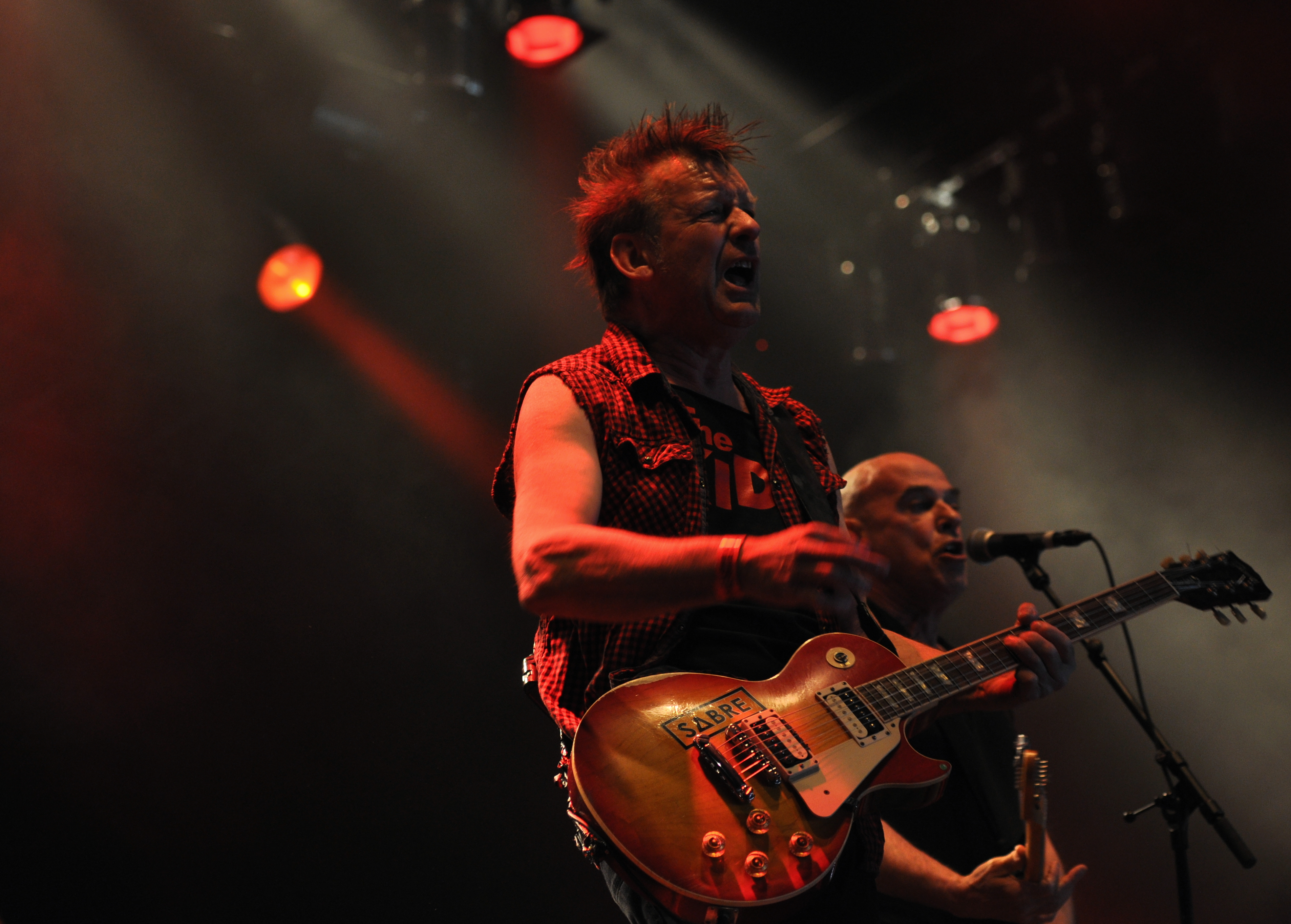
The Kids in 2013.

Aan het eind van de jaren 70 van de twintigste eeuw waren The Kids de bekendste Vlaamse punkgroep.
Er is in de 21e eeuw in Vlaanderen ook nog steeds een underground hardcore- en punkscene, met bands als Funeral Dress, The Usual Suspects, Koncept, Ulrikes Dream, Equal Idiots en Lunatic Society, SONS en vele andere. Deze DIY-bands komen niet vaak op de televisie of op de radio. Ze doen veel optredens in een alternatief circuit, zoals kraakpanden, cafeetjes en jeugdhuizen. Een aantal van deze DIY-punkbands heeft behoorlijk wat optredens in het buitenland.
Een van de bekendste personen uit het Vlaamse punklandschap was Johan van Mieghem. Naast het redigeren van verschillende punk-fanzines als Skoink en Teenage Warning, richtte hij een eigen platenlabel op. Eerst onder de naam Getaloif, later Ghetto Rock. Van Mieghem organiseerde tal van concerten, zoals Punk & Disorderly in Antwerpen en Cock Sparrer. Eind 2005 pleegde hij zelfmoord en het label en de mailorder werden overgenomen door Nederlandse vrienden.

## Varia
Kenmerkend voor de punk waren behalve de harde, ruige en snelle nummers ook cynische en sarcastische songteksten en een anti-commerciële houding. Tevens werden er ruige pastiches of persiflages gemaakt op zoetsappige nummers uit de commerciële popmuziek, zoals de bekende versie door Sid Vicious van Frank Sinatra's nummer My Way en door de Stranglers van Walk on By van Dionne Warwick en hun nummer Nice 'n' Sleazy, dat een parodie was op Sinatra's Nice 'n' Easy.